# Aeroportul Internațional Atar
Aeroportul Internațional Atar (IATA: ATR, ICAO: GQPA) este un aeroport din Atar, Atar Department⁠(d), Regiunea Adrar, Mauritania ce deservește zona Atar. A fost numit după zona deservită.
Situat la o altitudine de 231 m, aeroportul dispune de o singură pistă.